# Frederic L. Paxson
Frederic Logan Paxson (Philadelphia, 23 februari 1877 – Berkeley, 24 oktober 1948) was een Amerikaans historicus.
Paxson behaalde diploma's aan de Universiteit van Pennsylvania en Harvard. Van 1932 tot 1947 doceerde hij aan de Universiteit van Californië. Hij was een autoriteit op het vlak van de geschiedenis van de westelijke Verenigde Staten. Zijn History of the American Frontier won een Pulitzerprijs in 1925. Earl S. Pomeroy, eveneens een specialist in het Amerikaanse Westen, was een van Paxsons studenten.
Paxson bedacht de term historical engineering ter beschrijving van het werk van historici, zoals zichzelf, in tijden van oorlog, wanneer geschiedenisboeken aangepast worden om de tijdsgeest beter te vatten en het 'nationale belang' te dienen.